# Isla Kokunye
Isla Kokunye o bien Kokunye Kyun es una isla en el mar de Andamán, al lado de la costa del estado de Mon, en la zona sur de Birmania. Se encuentra ubicada en una zona de bancos de arena. Esta isla es de 1,4 km de longitud y su anchura máxima es de 0,4 km. Está cubierta de un bosque denso y se eleva a una altitud de 140 m.
Kokunye Kyun es la más septentrional de una cadena de pequeñas islas costeras que se encuentran cerca de la desembocadura del río Ye. Se encuentra a 10 km al norte de Wa Kyun (Isla Wa), la siguiente isla a lo largo de la costa hacia el sur.